# Olympische Geschichte Indiens
| Gelbes Symbol für Goldmedaillen mit stilisierten Olympischen Ringen | Graues Symbol für Silbermedaillen mit stilisierten Olympischen Ringen | Braundes Symbol für Bronzemedaillen mit stilisierten Olympischen Ringen |
| ------------------------------------------------------------------- | --------------------------------------------------------------------- | ----------------------------------------------------------------------- |
| 9                                                                   | 7                                                                     | 12                                                                      |

Indien, dessen NOK, die Indian Olympic Association, 1927 gegründet und im gleichen Jahr vom IOC anerkannt wurde, nimmt seit 1920 an Olympischen Sommerspielen teil. Schon 1900 nahm der in Indien geborene Brite Norman Pritchard an den Spielen von Paris teil. Während Sporthistoriker wie Ian Buchanan Pritchard als Brite bezeichneten, verblieb das IOC dabei, Pritchard als Inder anzusehen. Seit 1964 werden auch Sportler zu Winterspielen geschickt. Jugendliche Sportler zu beiden bislang ausgetragenen Jugend-Sommerspielen entsandt.
Das IOC suspendierte im Dezember 2012 das indische NOK, um Einmischungen durch die Politik zu ahnden. Dadurch konnten indische Athleten nur als unabhängige olympische Teilnehmer (IOP) teilnehmen. Noch während der Spiele wurde am 11. Februar 2014 die Suspendierung aufgehoben, so dass zwei Athleten wieder für Indien die Wettkämpfe aufnehmen konnten.

## Übersicht

### Sommerspiele

#### 1900 bis 1936
Das olympische Debüt Indiens fand 1900 in Paris statt. Der einzige Athlet war der in Kolkata geborene Norman Pritchard. Pritchard nahm an fünf Laufdisziplinen der Leichtathletik teil und gewann über 200 Meter und über 200 Meter Hindernis jeweils Silber.
Erst 1920 nahm eine offizielle indische Olympiamannschaft teil. Die Mannschaft bestand aus Leichtathleten und Ringern. Der Freistilringer Randhir Shindes erreichte im Federgewicht Platz 4. 1924 war Indien erstmals im Tennis vertreten und 1928 im Hockey. Die Tennisspielerin Nora Polley war am 13. Juli 1924 die erste Frau Indiens bei Olympischen Spielen. 1928 qualifizierte sich das Hockeyteam, u. a. mit Siegen über Österreich und die Schweiz mit jeweils 6:0, für das Finale gegen die Niederlande. Mit einem 3:0-Sieg sorgte das Team für den ersten indischen Olympiasieg.
1932 verteidigten die indischen Hockeyspieler ihren Olympiasieg. Das Turnier wurde nur mit drei Mannschaften ausgetragen. Indien schlug Japan mit 11:1 und die USA mit 24:1. In Los Angeles trat erstmals ein indischer Schwimmer an. 1936 gelang der Hockeymannschaft der dritte Olympiasieg in Folge. Die Spieler Richard James Allen und Dhyan Chand waren die einzigen Spieler, die drei Mal Olympiasieger wurden. Ohne Gegentor hatte sich das Team in der Vorrunde für das Halbfinale qualifiziert. Gegner Frankreich wurde mit 10:0 besiegt. Im Finale gegen Deutschland mussten sie beim 8:1-Sieg den einzigen Gegentreffer des Turniers hinnehmen. In Berlin ging erstmals ein indischer Gewichtheber an den Start.

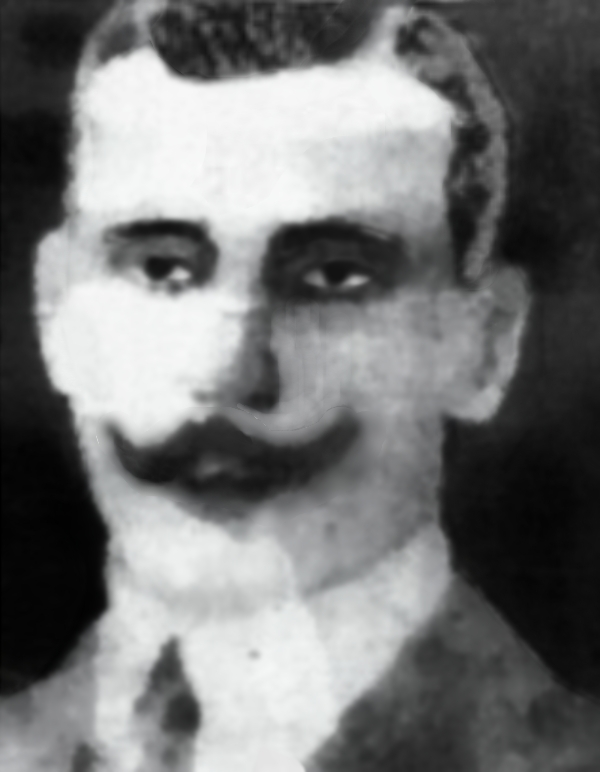
Norman Pritchard, Indiens erster Olympionike und Medaillengewinner
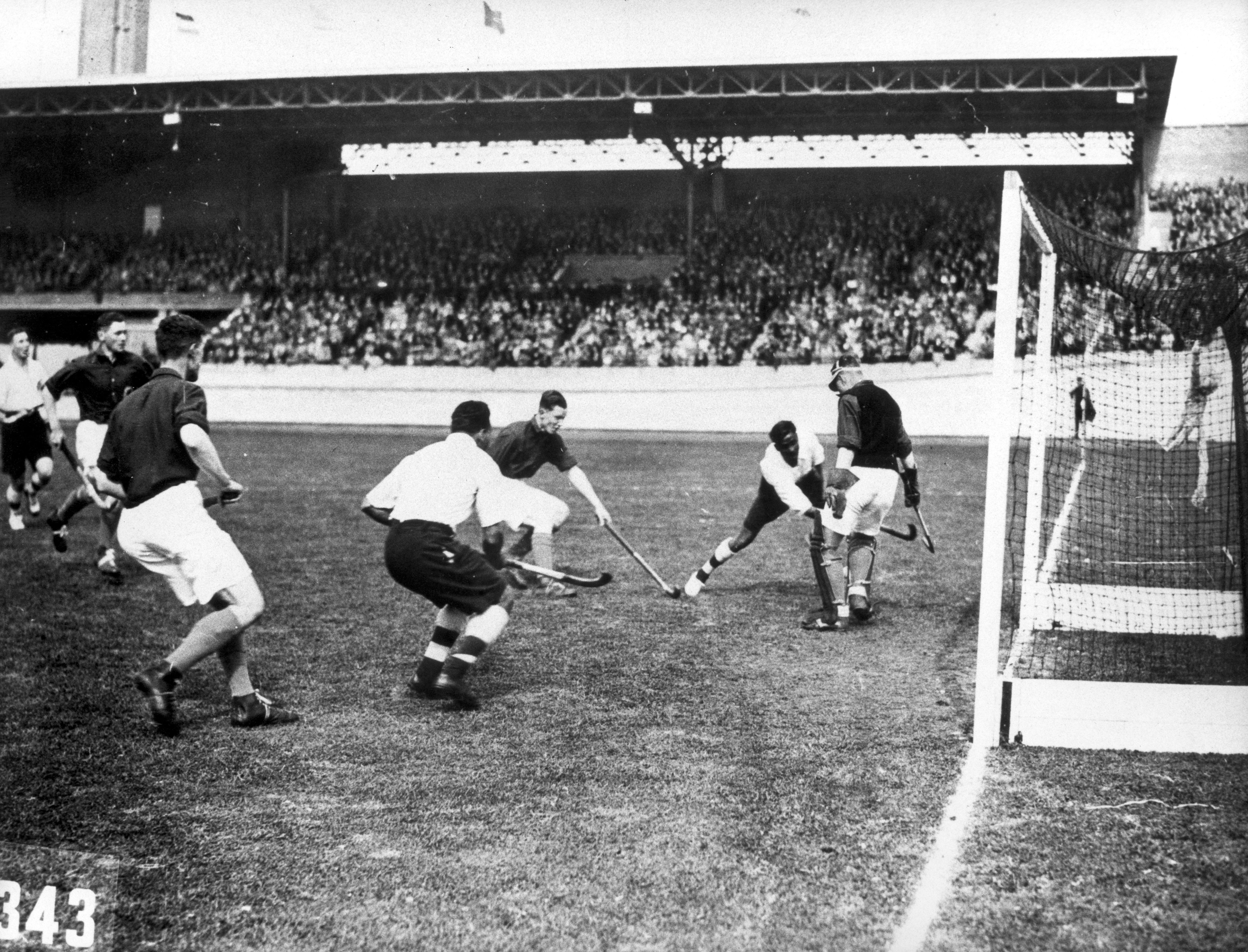
Szene aus dem Hockeyfinale 1928 zwischen Indien (weißes Trikot) und den Niederlanden
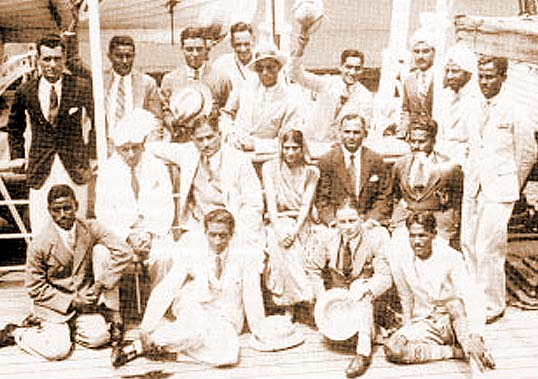
Die indische Hockeymannschaft an Bord der Haruna Maru auf dem Weg nach Los Angeles 1932
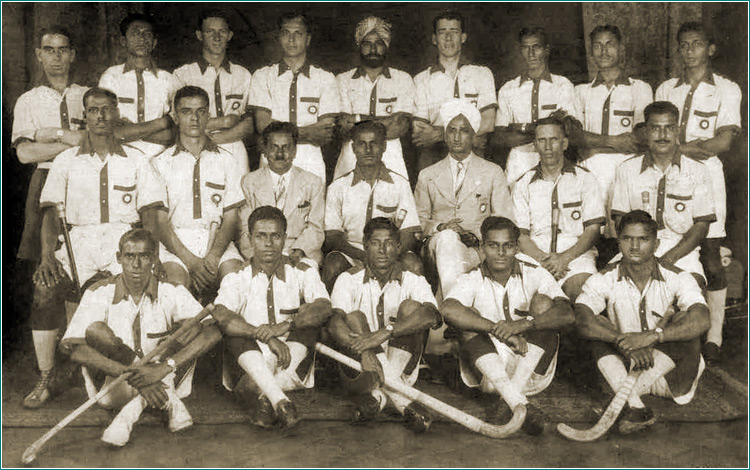
Die siegreiche Hockeymannschaft von 1936

#### 1948 bis 1968
Indische Teilnehmer traten 1948 in London erstmals im Wasserball, Boxen und Fußball an. Die Hockeymannschaft bestand die Vorrunde ohne Punktverlust. Österreich wurde mit 8:0 geschlagen. Das Halbfinale gegen die Niederlande wurde mit 2:1 gewonnen. Im Finale traf man auf das Vereinigte Königreich und gewann mit 4:0.
Turnen und Schießen standen 1952 erstmals auf dem Programm für eine indische Olympiamannschaft. Indiens Hockeymannschaft gewann zum fünften Mal in Folge die Goldmedaille. Im Viertelfinale wurde Österreich mit 4:0 besiegt. Erstmals nach 1900 wurde eine Medaille eines Einzelsportlers gewonnen. Freistilringer Khashaba Jadhav gewann Bronze im Bantamgewicht. Im Federgewicht wurde Keshav Mangave Vierter.
Die sechste Goldmedaille in Folge im Hockey folgte 1956. Ohne Gegentor qualifizierte sich Indien für das Halbfinale. Hier wurde die deutsche Mannschaft mit 1:0 bezwungen. Auch das Finale gegen Pakistan konnte mit 1:0 gewonnen werden. Die Fußballmannschaft war kampflos ins Viertelfinale gekommen und hatte hier Australien mit 4:2 besiegt. Das Halbfinale gegen Jugoslawien ging mit 1:4, das Spiel um Bronze gegen Bulgarien mit 0:3 verloren.
1960 konnte Indien überraschenderweise nicht die Goldmedaille gewinnen. Die Vorrunde wurde mit nur einem Gegentor souverän gewonnen. Im Viertelfinale gegen Australien gab es die erste Überraschung. Zum ersten Mal in ihrer olympischen Geschichte konnte die indische Mannschaft das Spiel nicht in der regulären Spielzeit gewinnen. Erst nach Verlängerung stand der 1:0-Sieg sicher. Das Halbfinale gegen das Vereinigte Königreich wurde mit 1:0 gewonnen. Im Finale ging es gegen Pakistan. Zum ersten Mal verlor Indien ein olympisches Hockeyspiel, der Endstand war ein 0:1 für Pakistan. In der Leichtathletik erreichte Milkha Singh Platz 4 über 400 Meter. Zora Singh kam nach 50 Kilometer Gehen als Achter ins Ziel.
1964 nahmen erstmals indische Wasserspringer teil. Die Hockeymannschaft konnten die Schmach von Rom wieder wettmachen. Fünf Siege und zwei Unentschieden in der Vorrunde, u. a. ein 1:1 gegen Deutschland, brachte das Team ins Halbfinale, in dem Australien mit 3:1 besiegt wurde. Das Finale war eine Neuauflage von 1960. Indien konnte sich revanchieren und besiegte Pakistan mit 1:0. Mit dieser sechsten Goldmedaille ist Indien die bis heute führende Nation im olympischen Hockey. In der Leichtathletik belegte Gurbachan Singh Randhawa über 110 Meter Hürden Platz 5.
Sechs von sieben Vorrundenspielen konnte Indien 1968 beim Hockeyturnier gewinnen. Die Bundesrepublik Deutschland wurde 2:1, die DDR 1:0 geschlagen. Das Halbfinale gegen Australien ging nach Verlängerung mit 1:2 verloren. Gegner im Spiel um Bronze war wieder die Bundesrepublik. Indien gewann erneut mit 2:1.

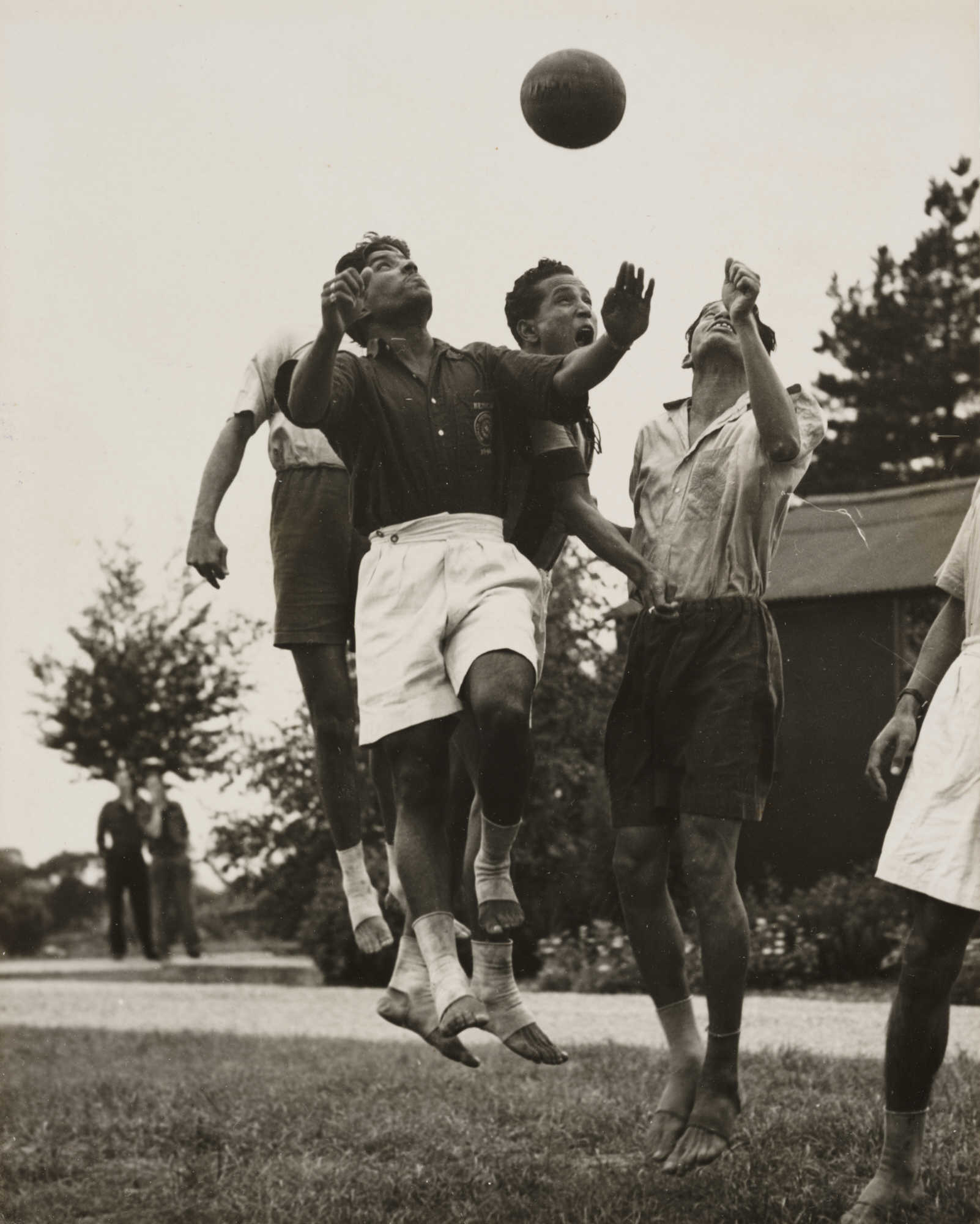
Mitglieder der indischen Fußballmannschaft beim Training 1948
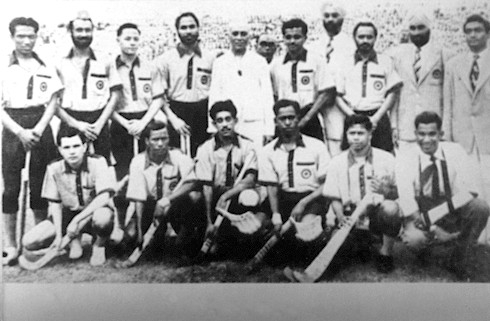
Die Hockeyolympiasieger von 1952. Stehend im weißen Gewand Premierminister Jawaharlal Nehru
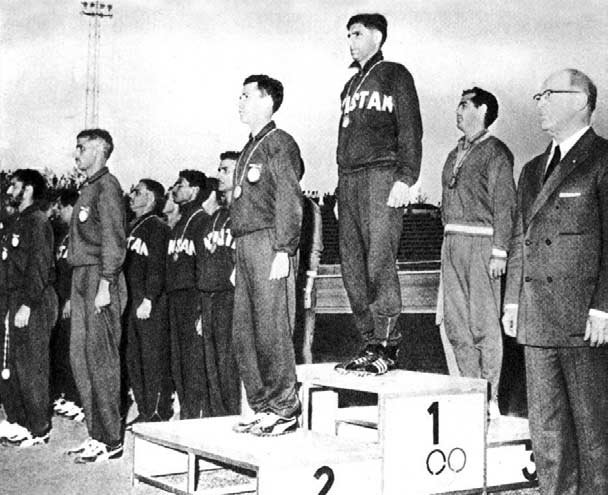
Siegerehrung im Hockey 1960. Vorne auf dem Podium der Kapitän der indischen Mannschaft

#### 1972 bis 1996
1972 nahmen erstmals indische Segelsportler teil. Die Hockeymannschaft erreichte nach sechs Siegen in sieben Vorrundenspielen das Halbfinale gegen Pakistan und verlor mit 0:2. Das Spiel um Bronze gegen die Niederlande konnte mit 2:1 gewonnen werden. Im Freistilringen belegten Sudesh Kumar im Fliegengewicht und Prem Nath im Bantamgewicht jeweils Platz 4.
Die Spiele von 1976 blieben für Indien medaillenlos, das erste Mal seit 1924. In der Leichtathletik wurde Sriram Singh Siebter über 800 Meter. Die Hockeymannschaft konnte sich nicht für das Halbfinale qualifizieren. Rang 3 reichte für die Platzierungsrunde um die Plätze 5 bis 8. In der ersten Runde unterlag man der Bundesrepublik Deutschland mit 2:3, das Spiel um Platz 7 gegen Malaysia konnte mit 2:0 gewonnen werden.
1980 nahmen indische Sportler erstmals im Basketball und im Reiten teil. Die Hockeymannschaft konnte ihre insgesamt achte Goldmedaille gewinnen. Das Turnier mit nur sechs Mannschaften wurde in einer Gruppenvorrunde gespielt. Indien belegte Platz 2 und spielte damit im Finale. Gegner Spanien wurde mit 4:3 besiegt. Das Frauenturnier wurde in einer einfachen, sechs Mannschaften umfassenden Gruppe durchgeführt. Das erstmals qualifizierte Frauenteam belegte nach der Vorrunde Platz 4 vor den Österreicherinnen, die mit 2:0 geschlagen wurden. Im Freistilringen belegten Jagmander Singh Platz 4 im Leichtgewicht und Mahabir Singh Platz 5 im Halbfliegengewicht.
Auch 1984 blieb die indische Mannschaft ohne Medaillen. Die Leichtathletin P. T. Usha lief über 400 Meter Hürden auf Platz 4. Mit ihr kam auch die 400-Meter-Staffel der Frauen ins Finale und wurde Siebte. Der Freistilringer Rajinder Singh wurde Vierter im Weltergewicht. Die Hockeymannschaft wurde Gruppendritter der Vorrunde. Gegen die Mannschaft der Bundesrepublik Deutschland schaffte man ein 0:0. In der Platzierungsrunde konnte Neuseeland 1:0 geschlagen werden. Das Spiel um Platz 5 gegen die Niederlande wurde mit 5:2 gewonnen.
Bogenschießen, Tennis und Tischtennis waren 1988 die Sportarten bei Olympia, bei denen erstmals Inder antraten. In Seoul blieb Indien ohne Medaille. Die Hockeymannschaft spielte in der Vorrunde 1:1 gegen die Bundesrepublik Deutschland, konnte sich im Anschluss jedoch nicht für das Halbfinale qualifizieren. In der Platzierungsrunde gegen Argentinien musste die Mannschaft erstmals in ein Siebenmeterschießen, nach Verlängerung hatte es 6:6 gestanden. Indien gewann das Siebenmeterduell mit 4:3. Das Spiel um Platz 5 gegen Pakistan ging mit 1:2 verloren.
In Barcelona 1992 standen zum ersten Mal Badminton und Judo für indische Athleten auf dem Plan. Auch bei diesen Sommerspielen ging Indien leer aus. Die Hockeymannschaft verlor ihr Vorrundenspiel gegen Deutschland mit 0:3. Der vierte Gruppenplatz brachte Indien in die Platzierungsrunde um die Plätze 5 bis 8. In der Endabrechnung belegte Indien Platz 7.
Nach 12 Jahren Pause gab es 1996 wieder einen Medaillengewinn. Der Tennisspieler Leander Paes, mit einer Wildcard ins Turnier gekommen, erreichte das Halbfinale gegen Andre Agassi. Paes verlor in zwei Sätzen und konnte das Match um Bronze gegen den Brasilianer Fernando Meligeni in drei Sätzen gewinnen und somit die Bronzemedaille erkämpfen. Die Hockeymannschaft spielte in der Vorrunde 1:1 gegen Deutschland und belegte Gruppenplatz 3. In der Platzierungsrunde verlor das Team beide Partien und wurde damit Achter.

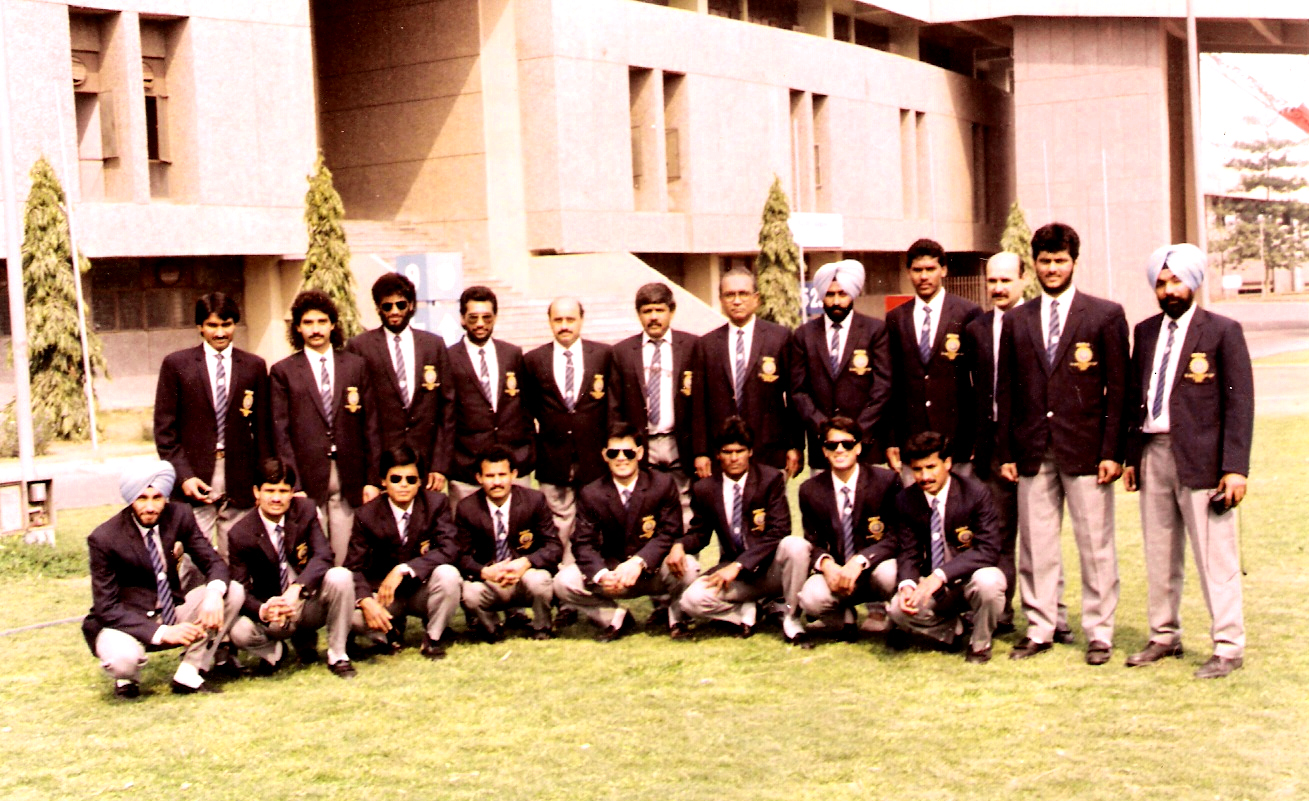
Die indische Hockeymannschaft 1988
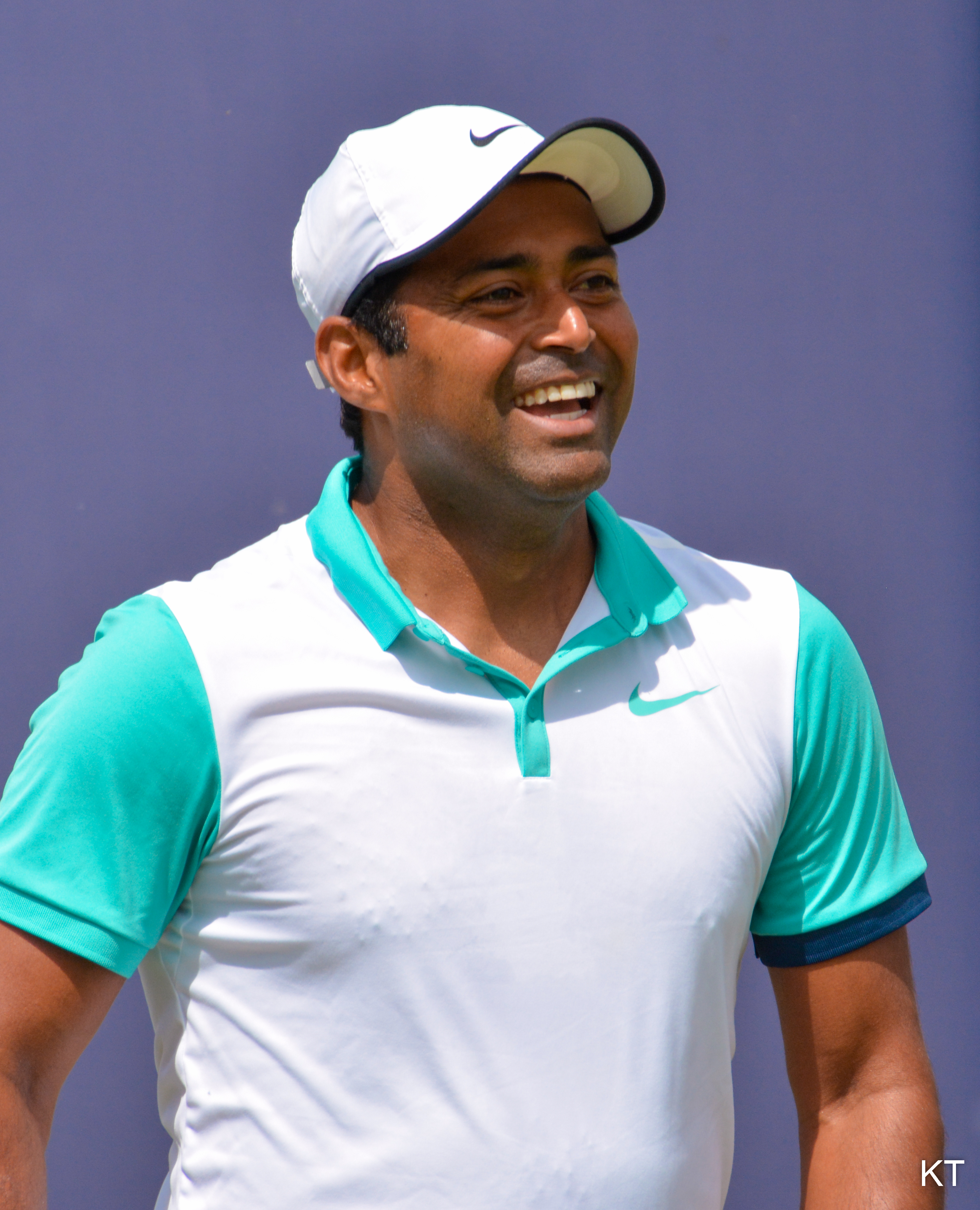
Leander Paes, Bronze im Tenniseinzel 1996

#### 2000 bis heute
In Sydney 2000 nahmen erstmals indische Ruderer teil. Die Gewichtheberin Karnam Malleswari gewann im Halbschwergewicht die Bronzemedaille. Sie war damit die erste mit einer Olympiamedaille ausgezeichnete Frau Indiens. Die Hockeymannschaft wurde in der Vorrundengruppe Dritter und belegte nach der Platzierungsrunde Platz 7.
2004 konnte der Schütze Rajyavardhan Singh Rathore Silber im Doppeltrap gewinnen. In der Leichtathletik erreichte die 400-Meter-Staffel der Frauen das Finale und wurde Siebte. Im Weitsprung wurde Anju Bobby George Fünfte. Wie schon vier Jahre zuvor wurde die Hockeymannschaft Siebte. Im Fliegengewicht erreichte Gewichtheberin N. Kunjarani Devi Platz 4. Im Tennis erreichte das Herrendoppel Leander Paes/Mahesh Bhupathi das Halbfinale. Hier verlor man gegen das deutsche Duo Nicolas Kiefer/Rainer Schüttler. Das Match um die Bronzemedaille gegen die Kroaten Mario Ančić und Ivan Ljubičić ging ebenfalls verloren.
2008 in Peking konnte nach 28 Jahren wieder ein Olympiasieg gefeiert werden. Es war zugleich der erste Olympiasieg eines Individualsportlers. Sportschütze Abhinav Bindra wurde Olympiasieger mit dem Luftgewehr. Im Freistilringen konnte Sushil Kumar im Weltergewicht Bronze gewinnen. Ebenfalls Bronze erkämpft sich der Boxer Vijender Singh im Mittelgewicht.
Sechs Medaillen, zwei Silber- und vier Bronzemedaillen, waren die Ausbeute von 2012. Es waren die von der Anzahl der Medaillen her erfolgreichsten Sommerspiele bislang für Indien. Silber gewannen der Freistilringer Sushil Kumar im Weltergewicht und der Sportschütze Vijay Kumar mit der Schnellfeuerpistole. Bronze ging an den Freistilringer Yogeshwar Dutt im Leichtgewicht, den Sportschützen Gagan Narang mit dem Luftgewehr, die Boxerin Mary Kom im Fliegengewicht und die Badmintonspielerin Saina Nehwal im Einzel. In der Leichtathletik erreichte Diskuswerfer Vikas Gowda Platz 8, seine Teamkameradin Krishna Poonia Rang 7. Die Hockeymannschaft unterlag Deutschland in der Vorrunde mit 2:5 und wird Letzte ihrer Gruppe aus. Auch das Spiel um Platz 11 gegen Südafrika ging mit 2:3 verloren.
2016 in Rio de Janeiro wurde erstmals Golf von Indern gespielt. Im Badminton gewann P. V. Sindhu Silber im Dameneinzel. Die Freistilringerin Sakshi Malik gewann Bronze im Leichtgewicht. Die Hockeymannschaft unterlag in der Vorrunde Deutschland mit 1:2. Diesmal belegte sie Platz 4 der Gruppe. In der Platzierungsrunde erreichte sie Platz 8. Im Tennis erreichte das gemischte Doppel Sania Mirza/Rohan Bopanna das Halbfinale. Hier unterlagen sie dem US-Doppel Venus Williams/Rajeev Ram. Auch das Spiel um Bronze verloren sie gegen das tschechische Duo Lucie Hradecká/Radek Štěpánek. Im Geräteturnen qualifizierte sich Dipa Karmak für das Gerätefinale im Pferdsprung. Hier wurde sie Vierte. Ebenfalls Vierter wurde Abhinav Bindra mit dem Luftgewehr, der 2012 den Wettbewerb gewinnen konnte.

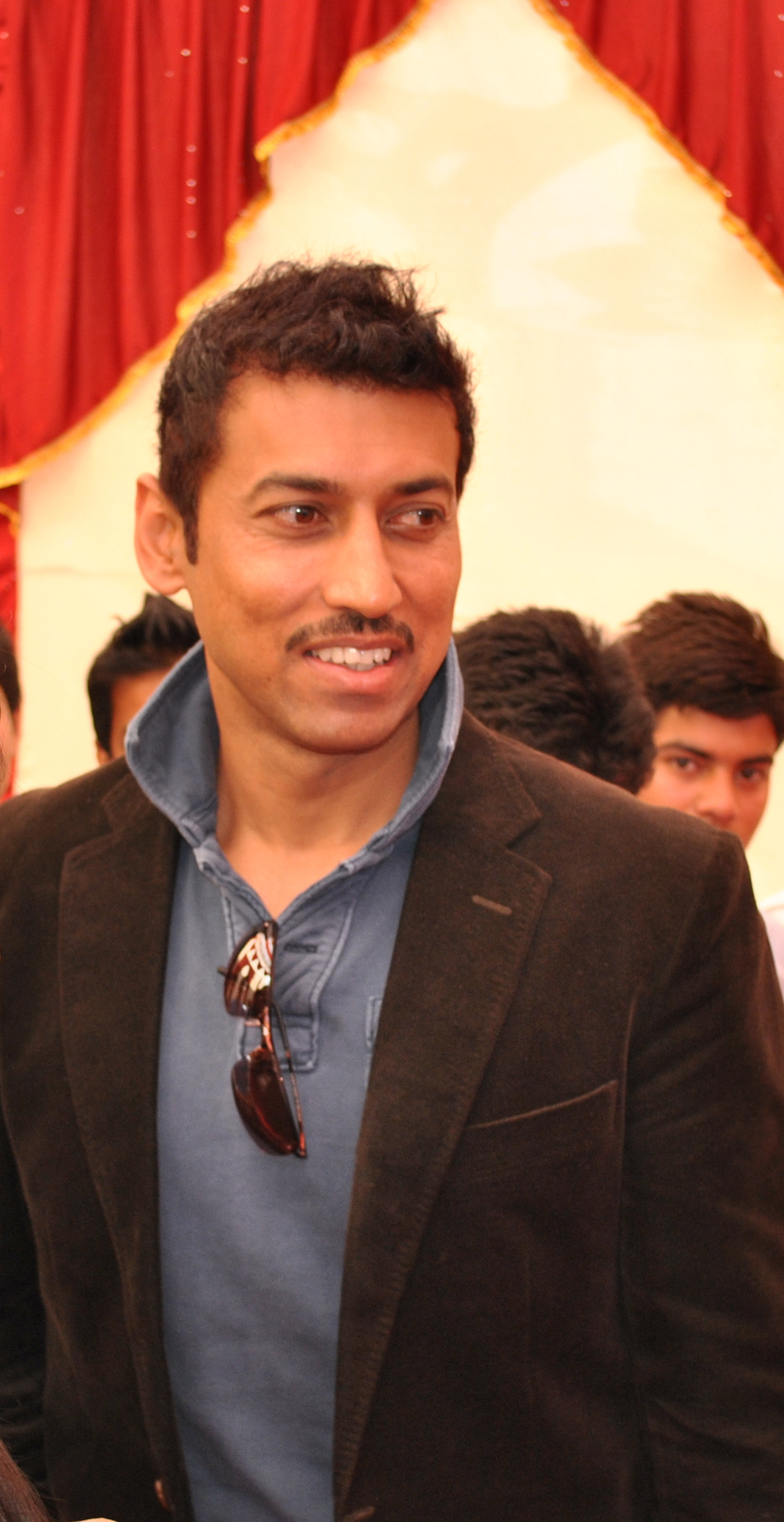
Rajyavardhan Singh Rathore, Silbermedaille im Doppeltrap 2004
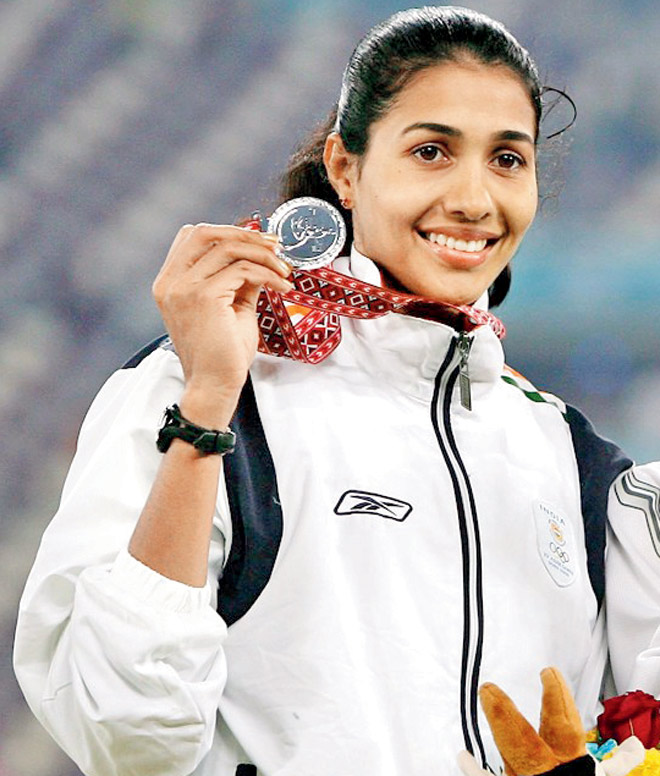
Weitspringerin Anju Bobby George im Jahr 2006
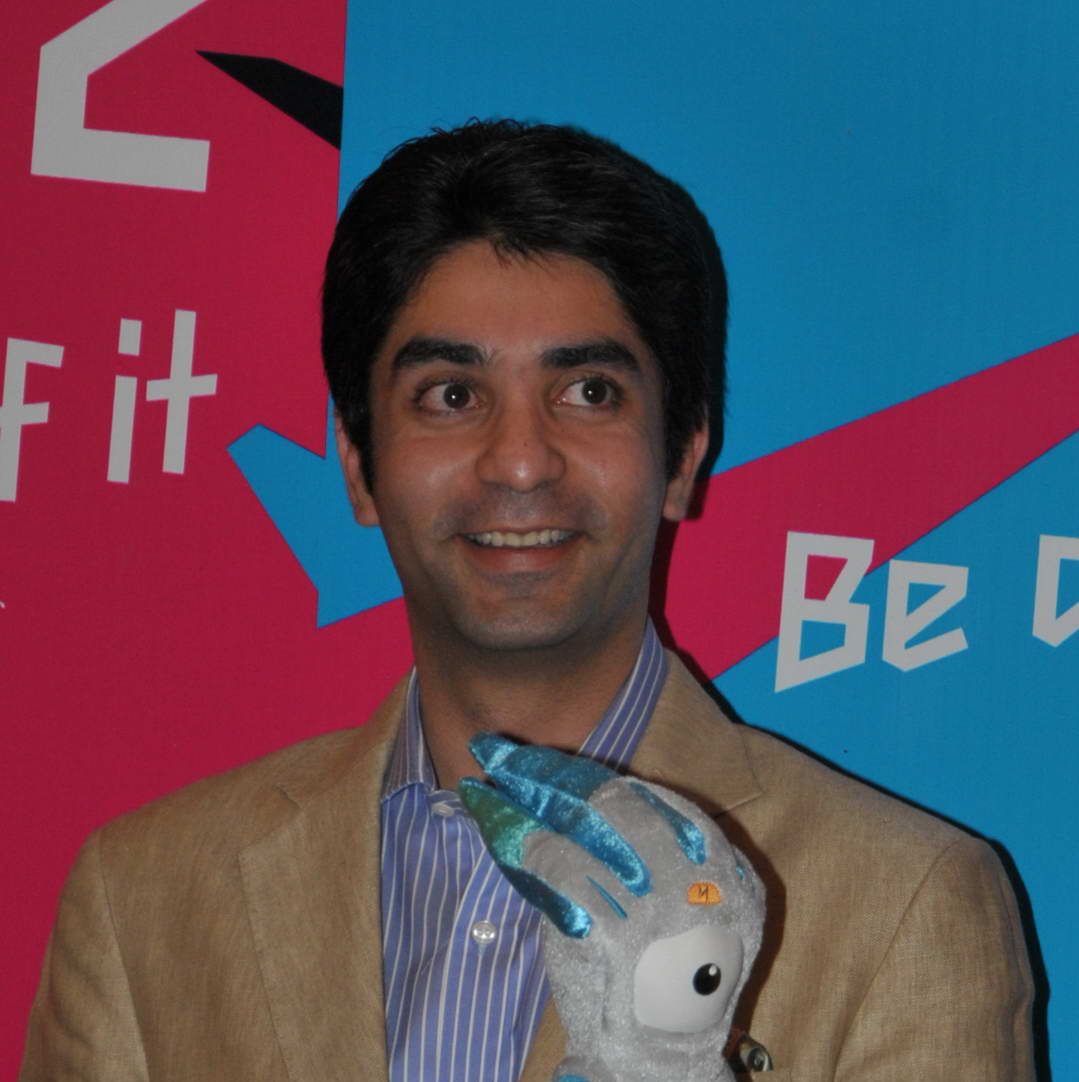
Abhinav Bindra, Olympiasieger 2008 mit dem Luftgewehr
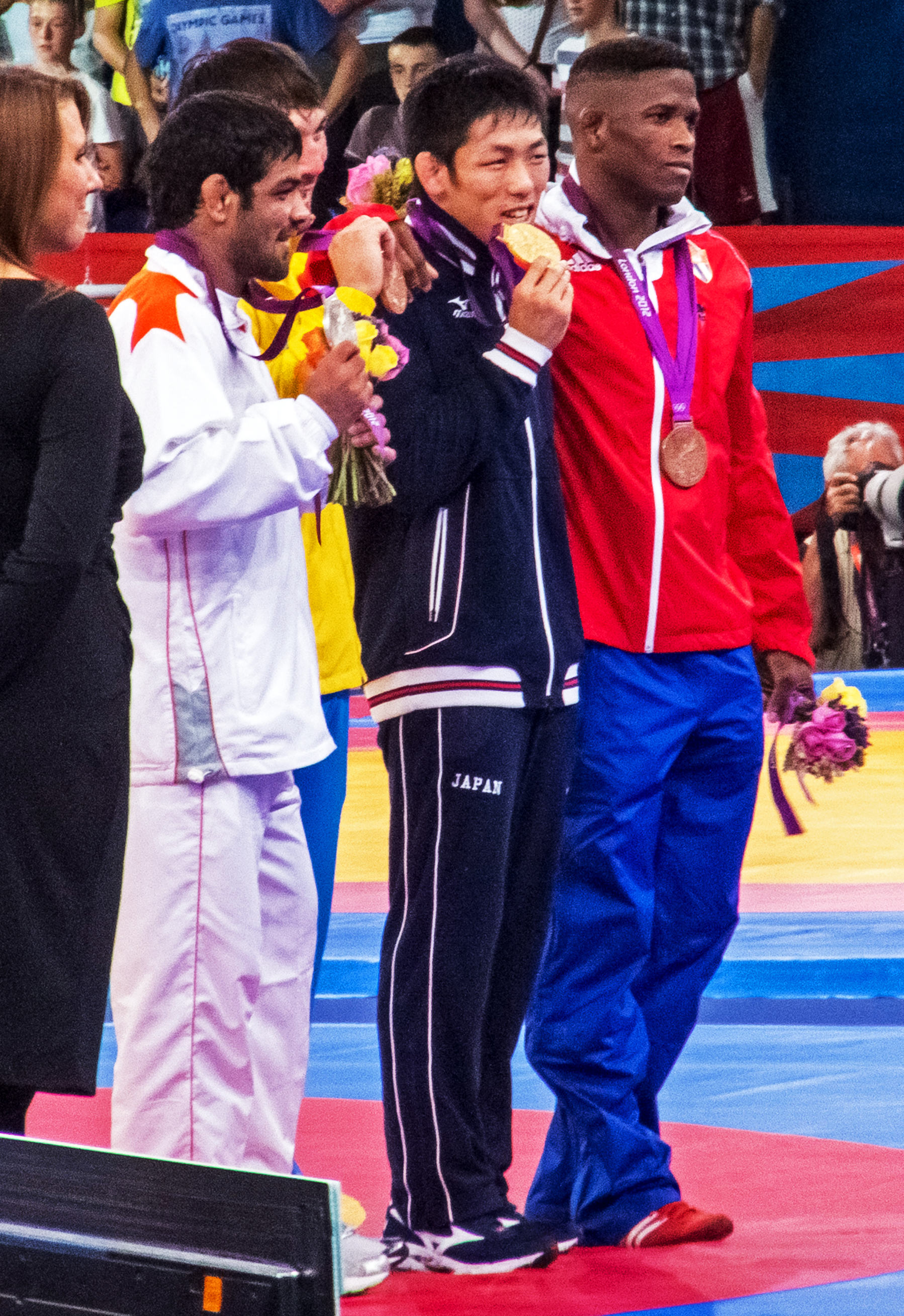
Siegerehrung im Ringen 2012: ganz links Sushil Kumar mit Silber
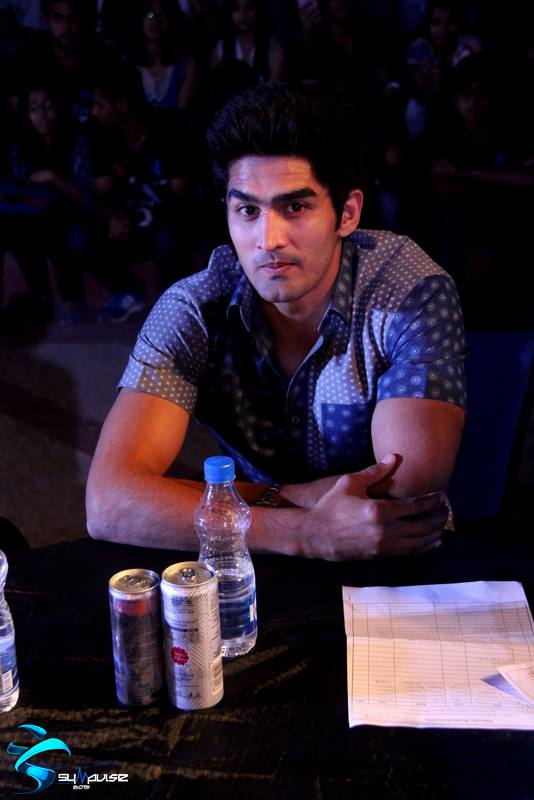
Vijender Singh gewinnt 2008 Bronze im Boxen
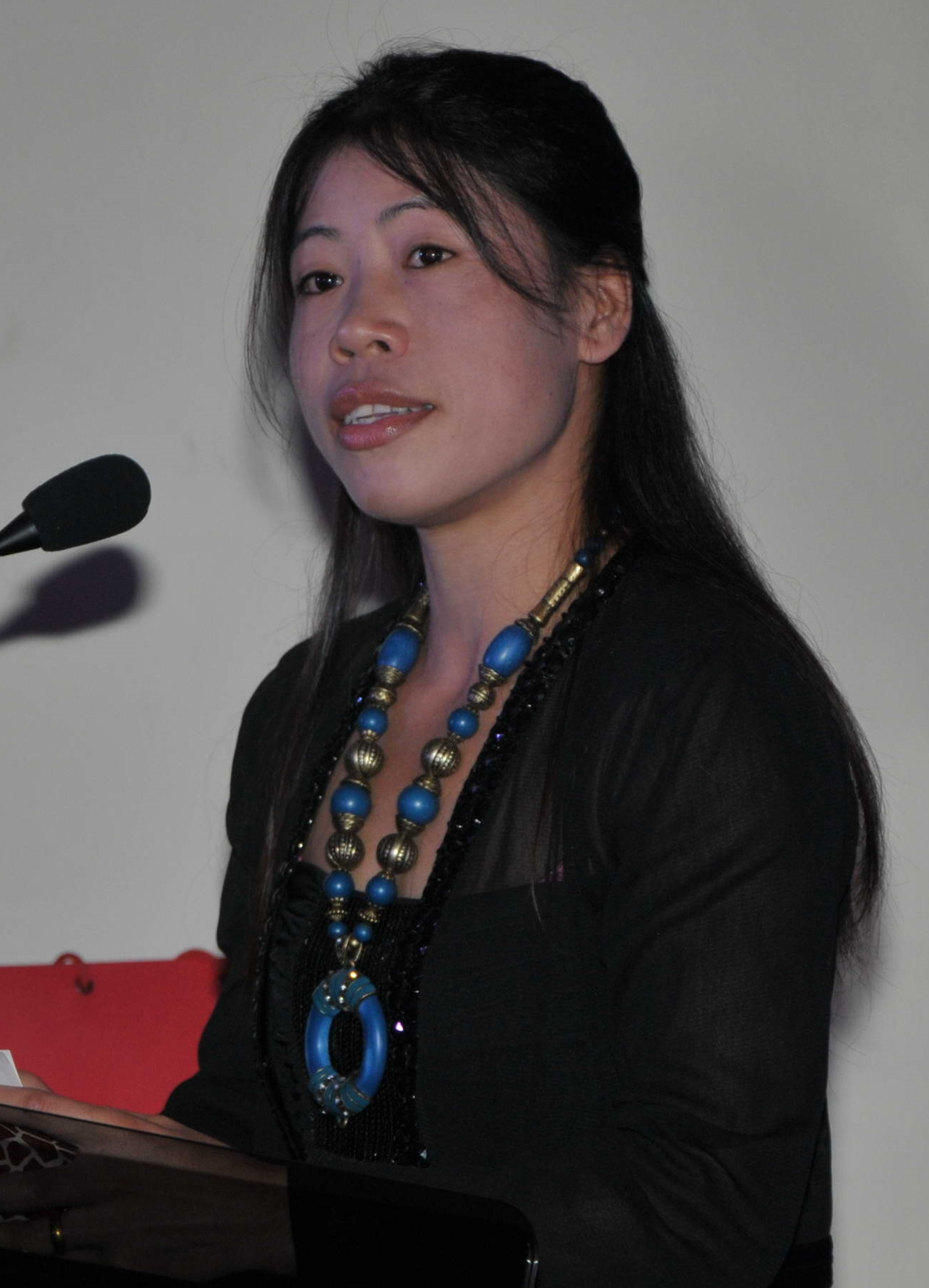
Die Boxerin Mary Kom gewinn 2012 Bronze
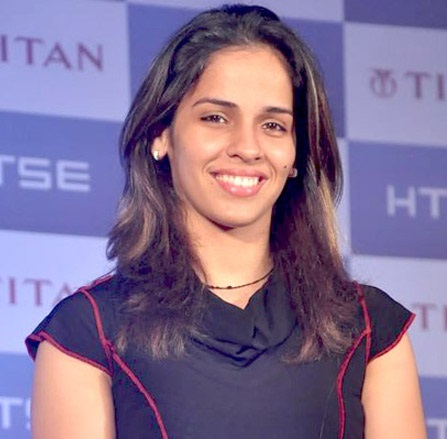
Saina Nehwal gewinnt 2012 Bronze im Badminton-Einzel
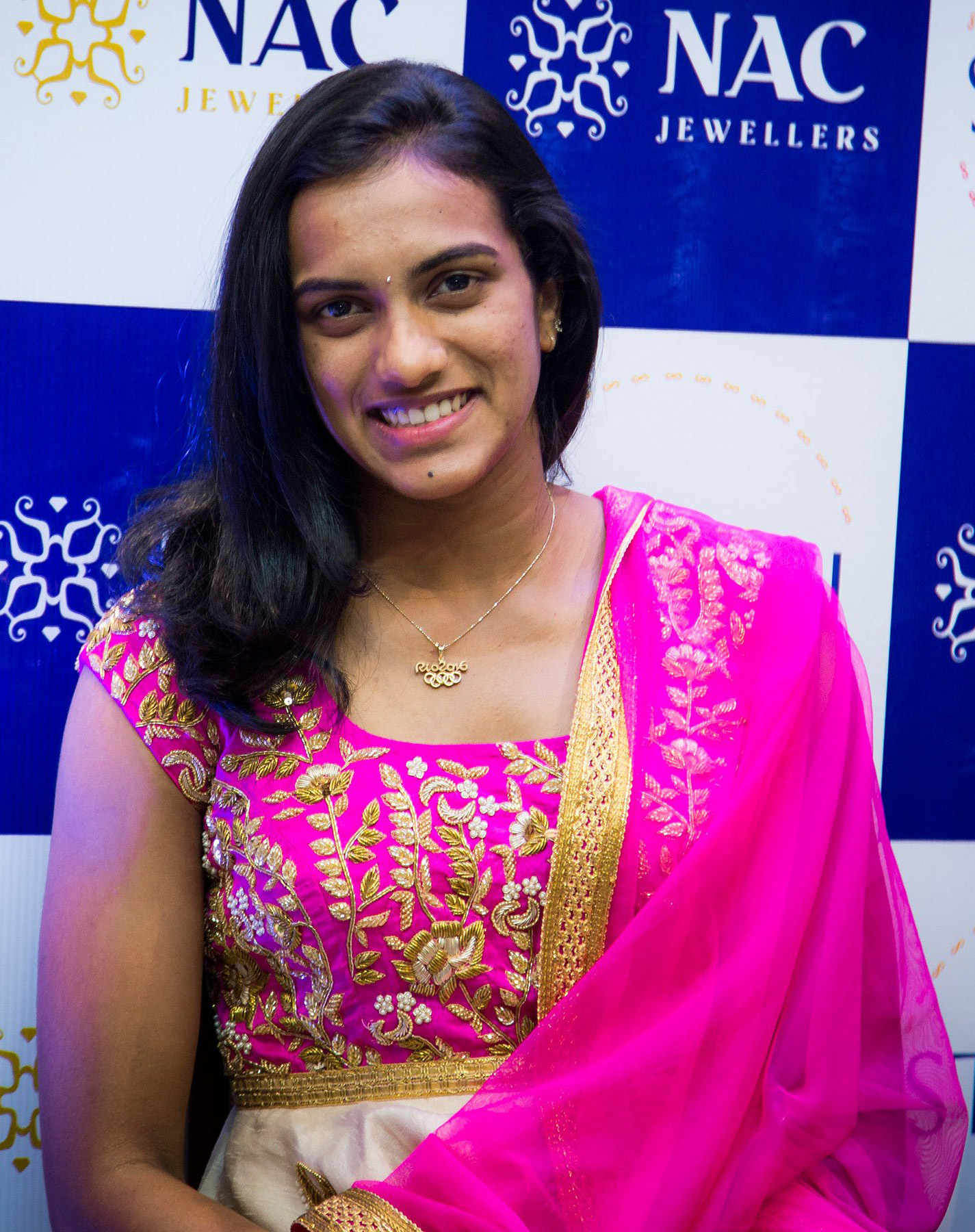
P. V. Sindhu gewinnt 2016 Silber im Badminton-Einzel

### Winterspiele

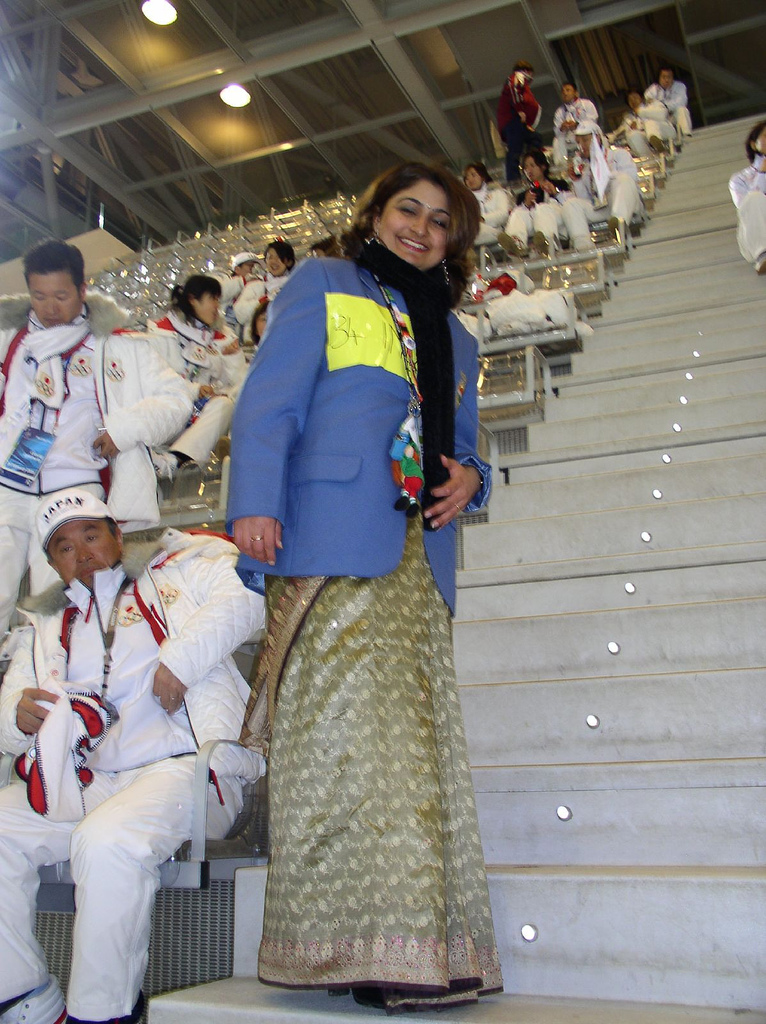
Neha Ahuja, 2006 Fahnenträgerin

Ein alpiner Skirennfahrer bildete 1964 die erste indische Olympiamannschaft bei Winterspielen: Jeremy Bujakowski war am 30. Januar 1964 der erste Winterolympionike Indiens. Am 26. Februar 1968 ging mit Shailaja Kumar, ebenfalls alpine Skirennfahrerin, die erste Frau Indiens bei Winterspielen an den Start. 1998 in Nagano nahm erstmals ein indischer Rodler teil, 2006 ein Skilangläufer. 2018 war Shiva Keshavan, der einzige indische Rennrodler bei Olympischen Spielen, zum sechsten Mal bei Olympischen Winterspielen dabei.

### Jugendspiele

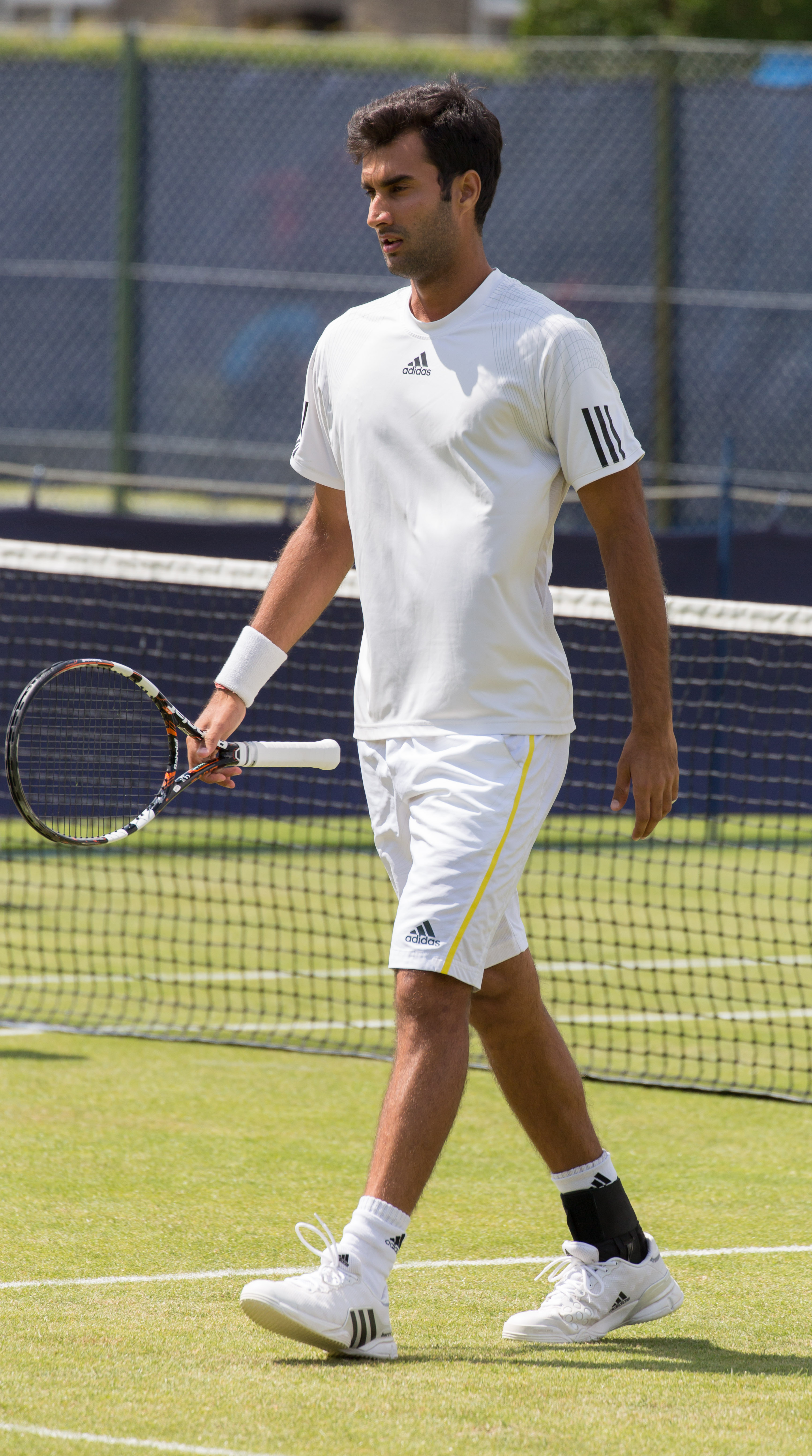
Yuki Bhambri, Silber bei den Jugendspielen 2010

32 Jugendliche, 22 Jungen und zehn Mädchen, nahmen bei den ersten Olympischen Jugend-Sommerspielen 2010 in Singapur in den Sportarten Leichtathletik, Bogenschießen, Badminton, Basketball, Boxen, Judo, Rudern, Schießen, Schwimmen, Tischtennis, Tennis, Gewichtheben und Ringen teil. Die Athleten gewannen sechs Silber- und zwei Bronzemedaillen. Silber ging an die Leichtathleten Arjun Arjun im Diskuswurf und Kumar Durgesh über 400 Meter Hürden, an den Tennisspieler Yuki Bhambri im Einzel, den Badmintonspieler H. S. Prannoy im Einzel, die Freistilringerin Pooja Dhanda im Halbschwergewicht und den Boxer Shiva Thapa im Bantamgewicht. Bronze gewannen der Freistilringer Satyawart Kadian im Schwergewicht und der Boxer Vikas Krishan Yadav im Leichtgewicht. Eine weitere Bronzemedaille, die nicht in Indiens Medaillenbilanz berücksichtigt wird, gewann die Judoka Neha Thakur im Wettbewerb der gemischten Teams mit ihrer Mannschaft Cairo.
Bei den Olympischen Jugend-Sommerspielen 2014 in Nanjing nahmen wieder 32 Jugendliche teil, diesmal mit 19 Jungen und 13 Mädchen. Die Athleten traten in den Sportarten Leichtathletik, Bogenschießen, Badminton, Boxen, Kanusport, Golf, Turnen, Rudern, Segeln, Schießen, Schwimmen, Tischtennis, Tennis, Gewichtheben und Ringen an. Der Gewichtheber Venkat Ragala gewann Silber im Mittelgewicht. Der Bogenschütze Atul Verma holte Bronze in der Einzelwertung.
Ein Mädchen trat im alpinen Skisport bei den Jugend-Winterspielen 2012 in Innsbruck an. Bei den Jugend-Winterspielen 2016 in Lillehammer nahm ein Junge ebenfalls im alpinen Skisport teil.

### Kunstwettbewerbe
Zwei indische Künstler nahmen 1948 am olympischen Kunstwettbewerb im Bereich Malerei teil. A. G. Chagale reichte sein Aquarell Players' Spirit ein, K. S. Kulkarni sein Aquarell Kabaddi. Beide konnten sich nicht platzieren.

### Bergsteigerpreis
Im Rahmen der Olympischen Winterspiele 1924 in Chamonix wurden sieben Sherpas für ihre Leistungen mit dem Prix olympique d’alpinisme ausgezeichnet. Die Sherpas Narbu, Lhakpa, Pasang, Pembra, Antarge, Temba und Sange erhielten den Preis für ihre Teilnahme an der britischen Mount-Everest-Expedition 1922.

## IOC-Mitglieder
Seit 2016 ist die Philanthropin Nita Ambani IOC-Mitglied. Sie ist Mitglied der Kommission für Öffentlichkeitsarbeit und soziale Entwicklung durch Sport.
Von 2001 bis 2014 war der ehemalige Sportschütze Randhir Singh, fünffacher Olympiateilnehmer zwischen 1968 und 1984, IOC-Mitglied. Seine Mitgliedschaft endete aus Altersgründen, seitdem ist er Ehrenmitglied.

## Übersicht der Teilnehmer

### Sommerspiele
| Jahr      | Athleten           | Athleten           | Athleten           | Flaggenträger                | Sportarten         | Sportarten         | Sportarten         | Sportarten         | Sportarten         | Sportarten         | Sportarten         | Sportarten         | Sportarten         | Sportarten         | Sportarten         | Sportarten         | Sportarten         | Sportarten         | Sportarten         | Sportarten         | Sportarten         | Sportarten         | Sportarten         | Sportarten         | Sportarten         | Sportarten         | Medaillen          | Medaillen          | Medaillen          | Medaillen          | Medaillen          |
| Jahr      | Gesamt             | m                  | w                  | Flaggenträger                | Leichtathletik     | Ringen             | Tennis             | Hockey             | Schwimmen          | Gewichtheben       | Boxen              | Radsport           | Fußball            | Wasserball         | Turnen             | Schießen           | Wasserspringen     | Segeln             | Basketball         | Reiten             | Tischtennis        | Bogenschießen      | Badminton          | Judo               | Rudern             | Golf               |                    |                    |                    | Gesamt             | Rang               |
| --------- | ------------------ | ------------------ | ------------------ | ---------------------------- | ------------------ | ------------------ | ------------------ | ------------------ | ------------------ | ------------------ | ------------------ | ------------------ | ------------------ | ------------------ | ------------------ | ------------------ | ------------------ | ------------------ | ------------------ | ------------------ | ------------------ | ------------------ | ------------------ | ------------------ | ------------------ | ------------------ | ------------------ | ------------------ | ------------------ | ------------------ | ------------------ |
| 1896      | nicht teilgenommen | nicht teilgenommen | nicht teilgenommen | nicht teilgenommen           | nicht teilgenommen | nicht teilgenommen | nicht teilgenommen | nicht teilgenommen | nicht teilgenommen | nicht teilgenommen | nicht teilgenommen | nicht teilgenommen | nicht teilgenommen | nicht teilgenommen | nicht teilgenommen | nicht teilgenommen | nicht teilgenommen | nicht teilgenommen | nicht teilgenommen | nicht teilgenommen | nicht teilgenommen | nicht teilgenommen | nicht teilgenommen | nicht teilgenommen | nicht teilgenommen | nicht teilgenommen | nicht teilgenommen | nicht teilgenommen | nicht teilgenommen | nicht teilgenommen | nicht teilgenommen |
| 1900      | 1                  | 1                  | 0                  |                              | 1                  |                    |                    |                    |                    |                    |                    |                    |                    |                    |                    |                    |                    |                    |                    |                    |                    |                    |                    |                    |                    |                    |                    | 2                  |                    | 2                  | 17                 |
| 1904–1912 | nicht teilgenommen | nicht teilgenommen | nicht teilgenommen | nicht teilgenommen           | nicht teilgenommen | nicht teilgenommen | nicht teilgenommen | nicht teilgenommen | nicht teilgenommen | nicht teilgenommen | nicht teilgenommen | nicht teilgenommen | nicht teilgenommen | nicht teilgenommen | nicht teilgenommen | nicht teilgenommen | nicht teilgenommen | nicht teilgenommen | nicht teilgenommen | nicht teilgenommen | nicht teilgenommen | nicht teilgenommen | nicht teilgenommen | nicht teilgenommen | nicht teilgenommen | nicht teilgenommen | nicht teilgenommen | nicht teilgenommen | nicht teilgenommen | nicht teilgenommen | nicht teilgenommen |
| 1920      | 5                  | 5                  | 0                  |                              | 3                  | 2                  |                    |                    |                    |                    |                    |                    |                    |                    |                    |                    |                    |                    |                    |                    |                    |                    |                    |                    |                    |                    |                    |                    |                    |                    |                    |
| 1924      | 13                 | 12                 | 1                  |                              | 7                  |                    | 6                  |                    |                    |                    |                    |                    |                    |                    |                    |                    |                    |                    |                    |                    |                    |                    |                    |                    |                    |                    |                    |                    |                    |                    |                    |
| 1928      | 21                 | 21                 | 0                  |                              | 9                  |                    | 7                  |                    |                    | 14                 |                    |                    |                    |                    |                    |                    |                    |                    |                    |                    |                    |                    |                    |                    |                    |                    | 1                  |                    |                    | 1                  | 23                 |
| 1932      | 19                 | 19                 | 0                  | Lal Shah Bokhari             | 4                  |                    |                    | 15                 | 1                  |                    |                    |                    |                    |                    |                    |                    |                    |                    |                    |                    |                    |                    |                    |                    |                    |                    | 1                  |                    |                    | 1                  | 19                 |
| 1936      | 27                 | 27                 | 0                  | Dhyan Chand                  | 4                  | 3                  |                    | 19                 |                    | 1                  |                    |                    |                    |                    |                    |                    |                    |                    |                    |                    |                    |                    |                    |                    |                    |                    | 1                  |                    |                    | 1                  | 20                 |
| 1948      | 64                 | 60                 | 4                  |                              | 8                  | 6                  |                    | 20                 | 7                  | 2                  | 7                  | 9                  | 11                 | 9                  |                    |                    |                    |                    |                    |                    |                    |                    |                    |                    |                    |                    | 1                  |                    |                    | 1                  | 22                 |
| 1952      | 77                 | 60                 | 4                  | Balbir Singh                 | 8                  | 4                  |                    | 14                 | 5                  | 2                  | 4                  | 5                  | 11                 | 10                 | 2                  | 2                  |                    |                    |                    |                    |                    |                    |                    |                    |                    |                    | 1                  |                    |                    | 1                  | 26                 |
| 1956      | 59                 | 58                 | 1                  | Balbir Singh                 | 8                  | 7                  |                    | 27                 | 2                  | 3                  |                    |                    | 17                 |                    | 3                  | 2                  |                    |                    |                    |                    |                    |                    |                    |                    |                    |                    | 1                  |                    |                    | 1                  | 24                 |
| 1960      | 45                 | 45                 | 0                  |                              | 11                 | 5                  |                    | 13                 |                    | 1                  |                    |                    | 12                 |                    |                    | 3                  |                    |                    |                    |                    |                    |                    |                    |                    |                    |                    |                    | 1                  |                    | 1                  | 32                 |
| 1964      | 53                 | 52                 | 1                  | Gurbachan Singh Randhawa     | 13                 | 8                  |                    | 15                 |                    | 2                  |                    | 5                  |                    |                    | 6                  | 2                  | 2                  |                    |                    |                    |                    |                    |                    |                    |                    |                    | 1                  |                    |                    | 1                  | 24                 |
| 1968      | 25                 | 25                 | 0                  |                              | 2                  | 4                  |                    | 16                 |                    | 1                  |                    |                    |                    |                    |                    | 2                  |                    |                    |                    |                    |                    |                    |                    |                    |                    |                    |                    |                    | 1                  | 1                  | 42                 |
| 1972      | 41                 | 40                 | 1                  | Desmond Neville Devine Jones | 8                  | 8                  |                    | 14                 |                    | 1                  | 3                  |                    |                    |                    |                    | 4                  |                    | 3                  |                    |                    |                    |                    |                    |                    |                    |                    |                    |                    | 1                  | 1                  | 43                 |
| 1976      | 26                 | 26                 | 0                  |                              | 4                  |                    |                    | 16                 |                    | 1                  | 2                  |                    |                    |                    |                    | 3                  |                    |                    |                    |                    |                    |                    |                    |                    |                    |                    |                    |                    |                    |                    |                    |
| 1980      | 72                 | 56                 | 16                 | Randhir Singh                | 11                 | 6                  |                    | 30                 |                    | 2                  | 3                  |                    |                    |                    |                    | 4                  |                    |                    | 12                 | 4                  |                    |                    |                    |                    |                    |                    | 1                  |                    |                    | 1                  | 23                 |
| 1984      | 48                 | 42                 | 6                  | Zafar Iqbal                  | 8                  | 8                  |                    | 16                 |                    | 4                  | 2                  |                    |                    |                    |                    | 8                  |                    | 2                  |                    |                    |                    |                    |                    |                    |                    |                    |                    |                    |                    |                    |                    |
| 1988      | 46                 | 39                 | 7                  | Kartar Singh                 | 5                  | 7                  | 3                  | 16                 | 1                  | 2                  | 3                  |                    |                    |                    |                    | 2                  |                    | 2                  |                    |                    | 3                  | 3                  |                    |                    |                    |                    |                    |                    |                    |                    |                    |
| 1992      | 52                 | 46                 | 6                  | Shiny Abraham                | 2                  | 6                  | 2                  | 15                 |                    | 3                  | 5                  |                    |                    |                    |                    | 2                  |                    | 2                  |                    |                    | 4                  | 3                  | 3                  | 5                  |                    |                    |                    |                    |                    |                    |                    |
| 1996      | 49                 | 40                 | 9                  | Pargat Singh                 | 6                  | 1                  | 2                  | 16                 | 2                  | 5                  | 3                  |                    |                    |                    |                    | 2                  |                    |                    |                    | 1                  | 2                  | 3                  | 2                  | 4                  |                    |                    |                    |                    | 1                  | 1                  | 71                 |
| 2000      | 65                 | 44                 | 21                 | Leander Paes                 | 24                 | 1                  | 4                  | 15                 | 2                  | 3                  | 4                  |                    |                    |                    |                    | 3                  |                    |                    |                    | 1                  | 3                  |                    | 2                  | 1                  | 2                  |                    |                    |                    | 1                  | 1                  | 71                 |
| 2004      | 73                 | 48                 | 25                 | Anju Bobby George            | 17                 | 7                  | 2                  | 16                 | 1                  | 3                  | 4                  |                    |                    |                    |                    | 8                  |                    | 2                  |                    |                    | 2                  | 6                  | 3                  | 1                  | 1                  |                    |                    | 1                  |                    | 1                  | 65                 |
| 2008      | 53                 | 31                 | 22                 | Rajyavardhan Singh Rathore   | 14                 | 3                  | 4                  |                    | 4                  |                    | 5                  |                    |                    |                    |                    | 9                  |                    | 1                  |                    |                    | 2                  | 4                  | 2                  | 2                  | 3                  |                    | 1                  |                    | 2                  | 3                  | 50                 |
| 2012      | 81                 | 58                 | 23                 | Sushil Kumar                 | 14                 | 5                  | 7                  | 16                 | 1                  | 2                  | 8                  |                    |                    |                    |                    | 11                 |                    |                    |                    |                    | 2                  | 6                  | 5                  | 1                  | 3                  |                    |                    | 2                  | 4                  | 6                  | 55                 |
| 2016      | 112                | 61                 | 51                 | Abhinav Bindra               | 29                 | 7                  | 4                  | 32                 | 2                  | 2                  | 3                  |                    |                    |                    | 1                  | 12                 |                    |                    |                    |                    | 4                  | 4                  | 7                  | 1                  | 1                  | 3                  |                    | 1                  | 1                  | 2                  | 67                 |
| Gesamt    | Gesamt             | Gesamt             | Gesamt             | Gesamt                       | Gesamt             | Gesamt             | Gesamt             | Gesamt             | Gesamt             | Gesamt             | Gesamt             | Gesamt             | Gesamt             | Gesamt             | Gesamt             | Gesamt             | Gesamt             | Gesamt             | Gesamt             | Gesamt             | Gesamt             | Gesamt             | Gesamt             | Gesamt             | Gesamt             | Gesamt             | 9                  | 7                  | 12                 | 28                 | 48                 |

### Winterspiele
| Jahr      | Athleten           | Athleten           | Athleten           | Flaggenträger      | Sportarten         | Sportarten         | Sportarten         | Medaillen          | Medaillen          | Medaillen          | Medaillen          | Medaillen          |
| Jahr      | Gesamt             | m                  | w                  | Flaggenträger      | Ski Alpin          | Rodeln             | Skilanglauf        |                    |                    |                    | Gesamt             | Rang               |
| --------- | ------------------ | ------------------ | ------------------ | ------------------ | ------------------ | ------------------ | ------------------ | ------------------ | ------------------ | ------------------ | ------------------ | ------------------ |
| 1924–1960 | nicht teilgenommen | nicht teilgenommen | nicht teilgenommen | nicht teilgenommen | nicht teilgenommen | nicht teilgenommen | nicht teilgenommen | nicht teilgenommen | nicht teilgenommen | nicht teilgenommen | nicht teilgenommen | nicht teilgenommen |
| 1964      | 1                  | 1                  | 0                  |                    | 1                  |                    |                    |                    |                    |                    |                    |                    |
| 1968      | 1                  | 1                  | 0                  |                    | 1                  |                    |                    |                    |                    |                    |                    |                    |
| 1972–1984 | nicht teilgenommen | nicht teilgenommen | nicht teilgenommen | nicht teilgenommen | nicht teilgenommen | nicht teilgenommen | nicht teilgenommen | nicht teilgenommen | nicht teilgenommen | nicht teilgenommen | nicht teilgenommen | nicht teilgenommen |
| 1988      | 3                  | 2                  | 1                  | Kishor Rahtna Rai  | 3                  |                    |                    |                    |                    |                    |                    |                    |
| 1992      | 2                  | 2                  | 0                  |                    | 2                  |                    |                    |                    |                    |                    |                    |                    |
| 1994      | nicht teilgenommen | nicht teilgenommen | nicht teilgenommen | nicht teilgenommen | nicht teilgenommen | nicht teilgenommen | nicht teilgenommen | nicht teilgenommen | nicht teilgenommen | nicht teilgenommen | nicht teilgenommen | nicht teilgenommen |
| 1998      | 1                  | 1                  | 0                  | Shiva Keshavan     |                    | 1                  |                    |                    |                    |                    |                    |                    |
| 2002      | 1                  | 1                  | 0                  | Shiva Keshavan     |                    | 1                  |                    |                    |                    |                    |                    |                    |
| 2006      | 4                  | 3                  | 1                  | Neha Ahuja         | 2                  | 1                  | 1                  |                    |                    |                    |                    |                    |
| 2010      | 3                  | 3                  | 0                  | Shiva Keshavan     | 1                  | 1                  | 1                  |                    |                    |                    |                    |                    |
| 2014      | 2                  | 2                  | 0                  |                    | 1                  |                    | 1                  |                    |                    |                    |                    |                    |
| 2018      | 2                  | 2                  | 0                  | Shiva Keshavan     |                    | 1                  | 1                  |                    |                    |                    |                    |                    |
| 2022      | 1                  | 1                  | 0                  | Arif Khan          | 2                  |                    |                    |                    |                    |                    |                    |                    |
| Gesamt    | Gesamt             | Gesamt             | Gesamt             | Gesamt             | Gesamt             | Gesamt             | Gesamt             | 0                  | 0                  | 0                  | 0                  | -                  |

## Liste der Medaillengewinner

### Goldmedaillen
| Name                                 | Spiele           | Sportart | Disziplin     |
| ------------------------------------ | ---------------- | -------- | ------------- |
| Hockey-Nationalmannschaft der Männer | 1928 Amsterdam   | Hockey   | Männerturnier |
| Hockey-Nationalmannschaft der Männer | 1932 Los Angeles | Hockey   | Männerturnier |
| Hockey-Nationalmannschaft der Männer | 1936 Berlin      | Hockey   | Männerturnier |
| Hockey-Nationalmannschaft der Männer | 1948 London      | Hockey   | Männerturnier |
| Hockey-Nationalmannschaft der Männer | 1952 Helsinki    | Hockey   | Männerturnier |
| Hockey-Nationalmannschaft der Männer | 1956 Melbourne   | Hockey   | Männerturnier |
| Hockey-Nationalmannschaft der Männer | 1964 Tokio       | Hockey   | Männerturnier |
| Hockey-Nationalmannschaft der Männer | 1980 Moskau      | Hockey   | Männerturnier |
| Abhinav Bindra                       | 2008 Peking      | Schießen | Luftgewehr    |

### Silbermedaillen
| Name                                 | Spiele              | Sportart       | Disziplin              |
| ------------------------------------ | ------------------- | -------------- | ---------------------- |
| Norman Pritchard                     | 1900 Paris          | Leichtathletik | 200 Meter              |
| Norman Pritchard                     | 1900 Paris          | Leichtathletik | 200 Meter Hürden       |
| Hockey-Nationalmannschaft der Männer | 1960 Rom            | Hockey         | Männerturnier          |
| Rajyavardhan Singh Rathore           | 2004 Athen          | Schießen       | Doppeltrap             |
| Vijay Kumar                          | 2012 London         | Schießen       | Schnellfeuerpistole    |
| Sushil Kumar                         | 2012 London         | Ringen         | Weltergewicht Freistil |
| P. V. Sindhu                         | 2016 Rio de Janeiro | Badminton      | Einzel                 |

### Bronzemedaillen
| Name                                 | Spiele              | Sportart     | Disziplin              |
| ------------------------------------ | ------------------- | ------------ | ---------------------- |
| Khashaba Jadhav                      | 1952 Helsinki       | Ringen       | Bantamgewicht Freistil |
| Hockey-Nationalmannschaft der Männer | 1968 Mexiko-Stadt   | Hockey       | Männerturnier          |
| Hockey-Nationalmannschaft der Männer | 1972 München        | Hockey       | Männerturnier          |
| Leander Paes                         | 1996 Atlanta        | Tennis       | Einzel                 |
| Karnam Malleswari                    | 2000 Sydney         | Gewichtheben | Halbschwergewicht      |
| Vijender Singh                       | 2008 Peking         | Boxen        | Mittelgewicht          |
| Sushil Kumar                         | 2008 Peking         | Ringen       | Weltergewicht Freistil |
| Saina Nehwal                         | 2012 London         | Badminton    | Einzel                 |
| Mary Kom                             | 2012 London         | Boxen        | Fliegengewicht         |
| Gagan Narang                         | 2012 London         | Schießen     | Luftgewehr             |
| Yogeshwar Dutt                       | 2012 London         | Ringen       | Leichtgewicht Freistil |
| Sakshi Malik                         | 2016 Rio de Janeiro | Ringen       | Leichtgewicht Freistil |

## Medaillen nach Sportart
| Sportart       | Gold | Silber | Bronze | Gesamt |
| -------------- | ---- | ------ | ------ | ------ |
| Hockey         | 8    | 1      | 2      | 11     |
| Schießen       | 1    | 2      | 1      | 4      |
| Leichtathletik | —    | 2      | —      | 2      |
| Ringen         | —    | 1      | 4      | 5      |
| Badminton      | —    | 1      | 1      | 2      |
| Boxen          | —    | —      | 2      | 2      |
| Gewichtheben   | —    | —      | 1      | 1      |
| Tennis         | —    | —      | 1      | 1      |
| Gesamt         | 9    | 7      | 12     | 28     |